# Alstom Movia
Alstom Movia (Eigenschreibweise MOVIA) ist eine Familie von U-Bahn-Fahrzeugen, die von Alstom hergestellt wird. Die Fahrzeugplattform wurde in den 1990er Jahren von ADtranz entwickelt. Nachdem Bombardier Transportation im Jahr 2001 ADtranz übernahm, vertrieb die Firma Züge als Bombardier Movia in alle Welt. Alstom übernahm 2021 die Schienenfahrzeugsparte von Bombardier. Die Fahrzeuge können an die Anforderungen der einzelnen Betriebe angepasst werden und in verschiedenen Spurweiten geliefert werden. Die Herstellung der Fahrzeuge erfolgte durch Bombardier in Deutschland, Kanada, Indien, China und im Vereinigten Königreich.

## Einsatzorte
Die Fahrzeuge werden in Europa, Asien und Amerika eingesetzt.
| Stadt         | Land                | Betrieb                                | Typ            | Baujahr                          | Anzahl                | Wagen pro Zug | Länge     | Breite  | Leergewicht | Max. Leistung | Höchstgeschwindigkeit | Bemerkung                                                                  |
| ------------- | ------------------- | -------------------------------------- | -------------- | -------------------------------- | --------------------- | ------------- | --------- | ------- | ----------- | ------------- | --------------------- | -------------------------------------------------------------------------- |
| Bangkok       | Thailand            | Bangkok Skytrain                       |                | 2010                             | 12                    | 4             |           |         |             |               |                       |                                                                            |
| Bhopal        | Indien              | Madhya Pradesh Metro Rail Corporation  |                |                                  | 27                    | 3             |           |         |             |               | 80 km/h               | Auftrag 2022                                                               |
| Indore        | Indien              | Madhya Pradesh Metro Rail Corporation  |                |                                  | 25                    | 3             |           |         |             |               | 80 km/h               | Auftrag 2022                                                               |
| Bukarest      | Rumänien            | Metrorex                               | 346            | 2001–2003 (BM2) 2006–2008 (BM21) | 44 (18 BM2 + 26 BM21) | 6             | 112,6 m   | 3,1 m   |             | 16× 125 kW    | 80 km/h               | [ 3 ]                                                                      |
| Delhi         | Indien              | Metro Delhi                            |                |                                  |                       | 4             | 89,68 m   | 3,2 m   |             |               | 80 km/h               | [ 4 ] [ 5 ] [ 6 ] [ 7 ] [ 8 ]                                              |
| Delhi         | Indien              | Metro Delhi                            | 6              |                                  |                       |               |           |         |             |               |                       |                                                                            |
| Delhi         | Indien              | Metro Delhi                            | 8              |                                  |                       |               |           |         |             |               |                       |                                                                            |
| Guangzhou     | Volksrepublik China |                                        |                |                                  | 34                    | 6             | 139,98 m  | 3,074 m |             |               | 80 km/h               | [ 9 ]                                                                      |
| Hongkong      | China               | MTR                                    |                |                                  | 17                    | 8             |           |         |             |               |                       |                                                                            |
| Hongkong      | China               | MTR                                    |                |                                  | 10                    | 3             |           |         |             |               |                       |                                                                            |
| London        | UK                  | TfL                                    | 2009 Stock     | 2009–2011                        | 47                    | 8             | 133,275 m | 2,602 m |             |               | 80 km/h               | Victoria Line                                                              |
| London        | UK                  | TfL                                    | S7             | 2010–2013                        | 133                   | 7             | 117,45 m  | 2,92 m  |             |               | 100 km/h              | „Sub-surface“- Linien: Circle Line, District Line, Hammersmith & City Line |
| London        | UK                  | TfL                                    | S8             | 2010–2013                        | 59                    | 8             | 133,68 m  | 2,92 m  |             |               | 100 km/h              | Metropolitan Line                                                          |
| New York      | USA                 | NYCTA                                  | R179           | 2017–2020                        | 47                    | 4             | 74 m      | 3,01 m  |             |               | 89 km/h               | Division B                                                                 |
| New York      | USA                 | NYCTA                                  | R179           | 2017–2020                        | 26                    | 5             | 92 m      | 3,01 m  |             |               | 89 km/h               | Division B                                                                 |
| San Francisco | USA                 | BART                                   | D              | 2012–                            | 310                   |               |           |         |             |               |                       | mit Führerstand                                                            |
| San Francisco | USA                 | BART                                   | E              | 2012–                            | 465                   |               |           |         |             |               | ohne Führerstand      |                                                                            |
| Shanghai      | China               |                                        |                |                                  | 99                    | 6             |           |         |             |               |                       |                                                                            |
| Shenzhen      | China               |                                        | 456            |                                  | 22                    | 6             | 139,98 m  | 3,09 m  |             |               | 80 km/h               | [ 12 ]                                                                     |
| Singapur      | Singapur            | MRT (Downtown Line)                    | C951 C951A     | 2012–2017                        | 92                    | 3             | 70,1 m    | 3,2 m   |             |               | 90 km/h               | [ 13 ]                                                                     |
| Singapur      | Singapur            | MRT (East West Line, North South Line) | R151           | ab 2022                          | 106                   | 6             | 138,86 m  | 3,2 m   |             |               | 90 km/h               |                                                                            |
| Stockholm     | Schweden            | Tunnelbanan                            | C30            | 2018–2024                        | 96                    | 4             | 70 m      | 2,9 m   |             |               |                       | [ 14 ]                                                                     |
| Toronto       | Kanada              | Toronto Transit Commission             | Toronto Rocket | 2011–2015                        | 80                    | 6             |           |         | 205 t       |               | 88 km/h               | [ 15 ]                                                                     |
| Toronto       | Kanada              | Toronto Transit Commission             | Toronto Rocket | 2011–2015                        | 80                    | 4             |           |         |             |               |                       |                                                                            |